# Bogense Kommune
| Strukturdaten       | Strukturdaten    |
| ------------------- | ---------------- |
| Sitz der Verwaltung | Bogense          |
| Fläche              | 101,60 km²       |
| Einwohner           | 6.487 (2006)     |
| Kommune seit 2007   | Nordfyns Kommune |
| Website             | www.bogense.dk   |

Bogense Kommune war bis Dezember 2006 eine dänische Kommune im Norden der Insel Fünen im damaligen Fyns Amt. Sie entstand im Jahre 1966 und ging somit der Kommunalreform im Jahre 1970 voraus. Seit Januar 2007 ist sie zusammen mit den Kommunen Søndersø und Otterup Teil der neugebildeten Nordfyns Kommune.